# 모이네슈티

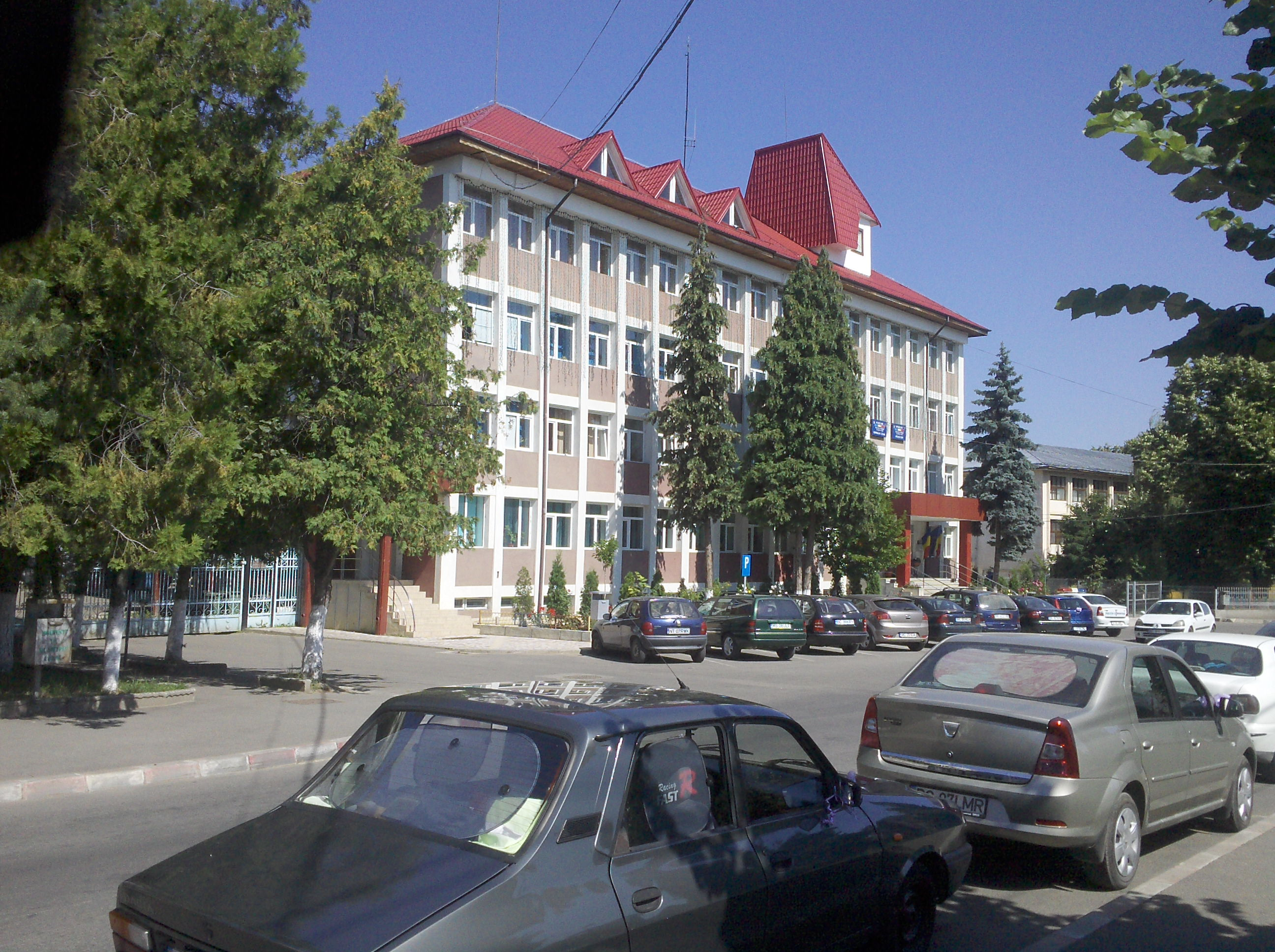

모이네슈티(루마니아어: Moineşti)는 루마니아 바커우 주에 위치한 도시로, 인구는 24,210명(2002년 기준)이다. 도시 이름은 루마니아어로 "돌려짓기"를 뜻하는 단어인 "모이너(moină)"에서 유래된 이름이다.

## 역사
1467년 문헌에 처음 등장했으며 1783년 지도에서는 몰다비아 공국에 있는 마을로 표시되었다. 1832년 트르그(Târg, 중세 루마니아에 건설된 시장 마을)가 처음으로 건설되었으며 당시에는 집 188채와 주민 588명이 거주하고 있었다고 전해진다.
1921년 독자적인 시 문장과 지방 정부를 갖춘 도시형 지방 자치체(comună urbană)로 승격되었고 2002년 지방 자치체로 승격되었다.

## 인구
| 연도              | 인구   | ±%      |
| ----------------- | ------ | ------- |
| 1930              | 6,616  | —       |
| 1948              | 5,868  | −11.3%  |
| 1956              | 12,934 | +120.4% |
| 1966              | 18,714 | +44.7%  |
| 1977              | 20,862 | +11.5%  |
| 1992              | 25,560 | +22.5%  |
| 2002              | 25,532 | −0.1%   |
| 2011              | 21,787 | −14.7%  |
| 출처: Census data |        |         |

## 기타
다다이즘을 주도한 프랑스의 시인 트리스탕 차라가 태어난 곳이기도 하다.